# Iglesia católica en el Reino Unido

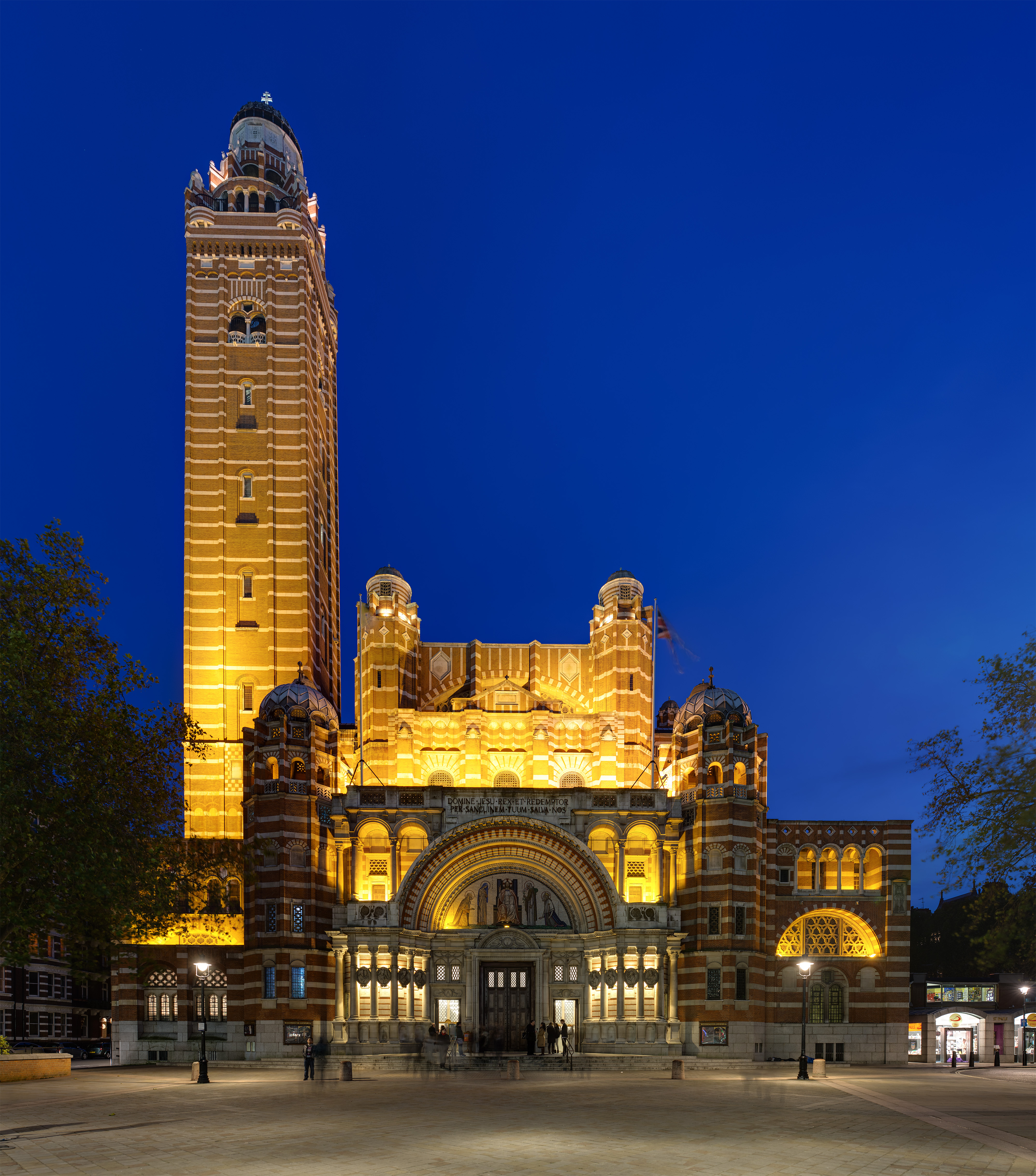
Catedral de Westminster, Londres, Inglaterra.

La Iglesia católica está presente en el Reino Unido. Si bien no existe una jurisdicción eclesiástica que se corresponda a todo el territorio de la unión política, este artículo hace referencia a la representación geográfica de la Iglesia católica en el Reino Unido y en Irlanda del Norte, desde el establecimiento del predecesor del Reino de Gran Bretaña por la Unión de las Coronas en 1707.
Para la Iglesia católica en las Islas británicas antes de 1707, incluso durante la Reforma protestante, véase:
- para Inglaterra y Gales: Iglesia católica en Inglaterra y Gales y Reforma anglicana
- por Escocia: Iglesia católica en Escocia y Reforma escocesa
- para Irlanda (así como Irlanda del Norte): Iglesia católica en Irlanda y Reforma en Irlanda.

## Historia

### Anticatolicismo
Comenzando con la bula papal Regnans in Excelsis del papa Pío V en 1570 y hasta 1766, los papas no reconocieron la legitimidad de la monarquía inglesa y pidieron su derrocamiento. En el momento de la creación del Reino de Gran Bretaña en 1707, los católicos fueron discriminados de manera significativa en Inglaterra y Escocia: en todos los reinos de las islas británicas, fueron excluidos de votar, de sentarse en el Parlamento y de la profesiones aprendidas. Estas leyes discriminatorias continuaron después del Acta de Unión de 1800, que crearon el nuevo Reino Unido de Gran Bretaña e Irlanda en 1801. En ese momento, la Emancipación Católica estaba ganando apoyo, pero aún no era una realidad, particularmente en Irlanda, donde se encontraba la Dominación Protestante en plena vigencia.
El Tratado de la Unión de 1707, como el Acta de Establecimiento, había declarado que ningún "papista" podía suceder al trono. Las restricciones a los derechos civiles de los católicos solo comenzaron a cambiar con la aprobación de la Ley de Papistas de 1778, que les permitió poseer propiedades, heredar tierras y unirse al ejército británico, aunque incluso esta medida resultó en la reacción de los disturbios de Gordon en 1780. mostrando la profundidad del continuo sentimiento anticatólico.

### Emancipación
Después de 1790, surgió un nuevo estado de ánimo cuando miles de católicos huyeron de la Revolución Francesa y Gran Bretaña se alió en las guerras napoleónicas con los estados católicos de Portugal y España, así como con los Estados Pontificios. Para 1829, el clima político había cambiado lo suficiente como para permitir que el Parlamento aprobara la Acta de Ayuda Católica de 1829, otorgando a los católicos derechos civiles casi iguales, incluido el derecho a votar y ocupar la mayoría de los cargos públicos.
La Iglesia católica en Inglaterra comprendía tres elementos. En Inglaterra había unas 50,000 personas en familias católicas tradicionales ("recusantes"). En general mantenían un perfil bajo. Sus sacerdotes solían venir del Colegio de St Edmund, un seminario fundado en 1793 por refugiados ingleses de la revolución francesa. Las principales discapacidades fueron eliminadas por el Acta de Emancipación Católica de 1829. En 1850, el Papa restauró la jerarquía católica, dando a Inglaterra sus propios obispos católicos nuevamente. En 1869 se abrió un nuevo seminario.
El segundo gran grupo estaba formado por inmigrantes irlandeses muy pobres que escapaban de la Gran Hambruna Irlandesa. Su número aumentó de 224,000 en 1841 a 419,000 en 1851, concentrados en puertos y distritos industriales así como en distritos industriales en Escocia. El tercer grupo incluía conversos bien conocidos de la Iglesia de Inglaterra, especialmente los intelectuales John Henry Newman y Henry Edward Manning (1808–1892). Manning se convirtió en el segundo arzobispo de Westminster. El siguiente líder más prominente fue Herbert Vaughan (1832–1903), quien sucedió a Manning como arzobispo de Westminster en 1892 y fue elevado a cardinalato en 1893.
Manning estaba entre los más fuertes partidarios del papa y especialmente de la doctrina de la infalibilidad papal. En contraste, el cardenal Newman reconoció esta doctrina, pero pensó que no sería prudente definirla formalmente en ese momento. Manning promovió una visión católica moderna de la justicia social. Estos puntos de vista se reflejan en la encíclica papal Rerum novarum emitida por el Papa León XIII. Fue la base de la enseñanza moderna católica de justicia social. Las escuelas católicas parroquiales, subvencionadas por el gobierno, se establecieron en áreas urbanas para servir al elemento en gran parte irlandés. Manning habló en nombre de los obreros católicos irlandeses y ayudó a resolver la huelga en el muelle de Londres de 1889. Se hizo famoso por construir una nueva catedral en Westminister y por fomentar el crecimiento de congregaciones religiosas en gran parte llenas por los irlandeses.

### Conversos
Un número de individuos prominentes se han convertido a la Iglesia católica, incluyendo a Edmundo Campion, Margarita Clitherow, Carlos II, John Henry Newman, Henry Edward Manning, Monseñor Robert Hugh Benson, Augustus Pugin, Evelyn Waugh, Muriel Spark, Gerard Manley Hopkins, Siegfried Sassoon , GK Chesterton, Ronald Knox, Graham Greene, Malcolm Muggeridge, Katharine, duquesa de Kent, Kenneth Clark y Joseph Pearce. Los miembros de la familia real, como la duquesa de Kent y el ex primer ministro Tony Blair, también se han convertido a la Iglesia católica, en el caso de Blair en diciembre de 2007, después de haber dejado el cargo.
Desde el establecimiento del Ordinariato personal de Nuestra Señora de Walsingham, más de 3000 exanglicanos han sido recibidos en la Iglesia católica a través de él. Según el Anuario Pontificio de 2015, el Ordinariato estaría compuesto por unos 3500 fieles, contando 91 sacerdotes (todos diocesanos) y 9 religiosas, distribuidos en 35 parroquias.

## Organización
Hay 38 circunscripciones eclesiásticas y 3104 parroquias.

### Estadísticas

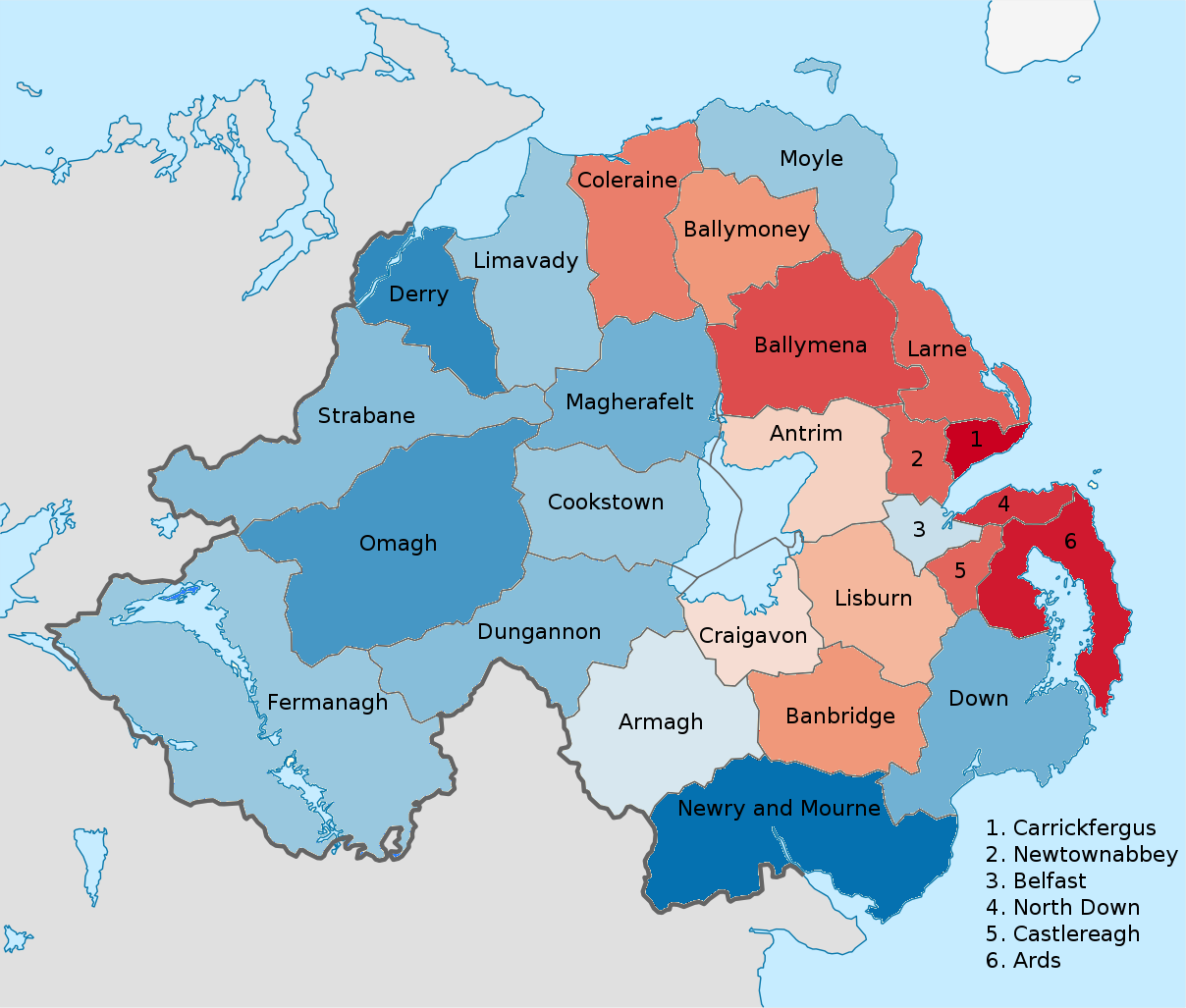
Distritos de Irlanda del Norte por religión predominante en el censo de 2011. El azul es católico y el rojo es protestante.

En 2011, en total había aproximadamente 5.7 millones de católicos en el Reino Unido; 4.155.100 en Inglaterra y Gales (7,4%), 841,053 en Escocia (15,9%), y 738,033 en Irlanda del Norte (40,76%).
En grandes partes de Irlanda del Norte, el catolicismo es la religión dominante. También en algunas áreas del consejo escocés, los católicos superan en número a otras religiones, incluso en la más poblada: los católicos superan en número a los miembros de la Iglesia de Escocia en la ciudad de Glasgow (27% versus 23%). Otras áreas del consejo en las que los católicos superan en número a los miembros de la Iglesia de Escocia son North Lanarkshire, Inverclyde y West Dunbartonshire, según el Censo de Escocia de 2011.

## Otras lecturas
- Beck, George Andrew, ed. The English Catholics, 1850–1950 (1950), ensayos académicos
- Corrin, Jay P. Catholic Progressives in England After Vatican II (University of Notre Dame Press; 2013) 536 páginas;
- Dures, Alan. English Catholicism, 1558–1642: Continuity and Change (1983)
- Harris, Alana. Faith in the Family: A Lived Religious History of English Catholicism, 1945–1982 (2013);  El impacto del Concilio Vaticano II en el creyente común.
- Heimann, Mary. Catholic Devotion in Victorian England (1995) en línea Archivado el 3 de febrero de 2019 en Wayback Machine.
- Hughes, Philip. The Catholic Question, 1688–1829: A Study in Political History (1929)
- Latourette, Kenneth Scott. Christianity in a Revolutionary Age. Vol. I: The 19th Century in Europe; Background and the Roman Catholic Phase (1958), pp 451–59
- Latourette, Kenneth Scott. Christianity in a Revolutionary Age. Vol. IV: The 20th Century in Europe; The Roman Catholic, Protestant and Eastern Churches (1961)  pp 210–20
- McClelland, Vincent Alan. Cardinal Manning: the Public Life and Influences, 1865–1892 (1962)
- Mathew, David. Catholicism in England: the portrait of a minority: its culture and tradition (1955)
- Mullet, Michael. Catholics in Britain and Ireland, 1558–1829 (1998) 236pp
- Watkin, E. I Roman Catholicism in England from the Reformation to 1950 (1957)